# Sint-Petruskerk (Lübeck)
De Sint-Petruskerk (Duits: St. Petrikirche) te Lübeck is een kerkgebouw, dat voor het eerst in 1170 werd genoemd. In de loop der eeuwen werd de kerk meerdere malen verbouwd en vergroot, totdat de kerk in de 15e eeuw voltooid werd. In de Tweede Wereldoorlog leed de kerk zeer zware schade, de algehele restauratie volgde pas in de jaren 1980. Omdat de inrichting niet werd gereconstrueerd, vinden er in de kerk geen erediensten meer plaats. In plaats hiervan wordt de kerk voor culturele en religieuze manifestaties gebruikt.

## Geschiedenis

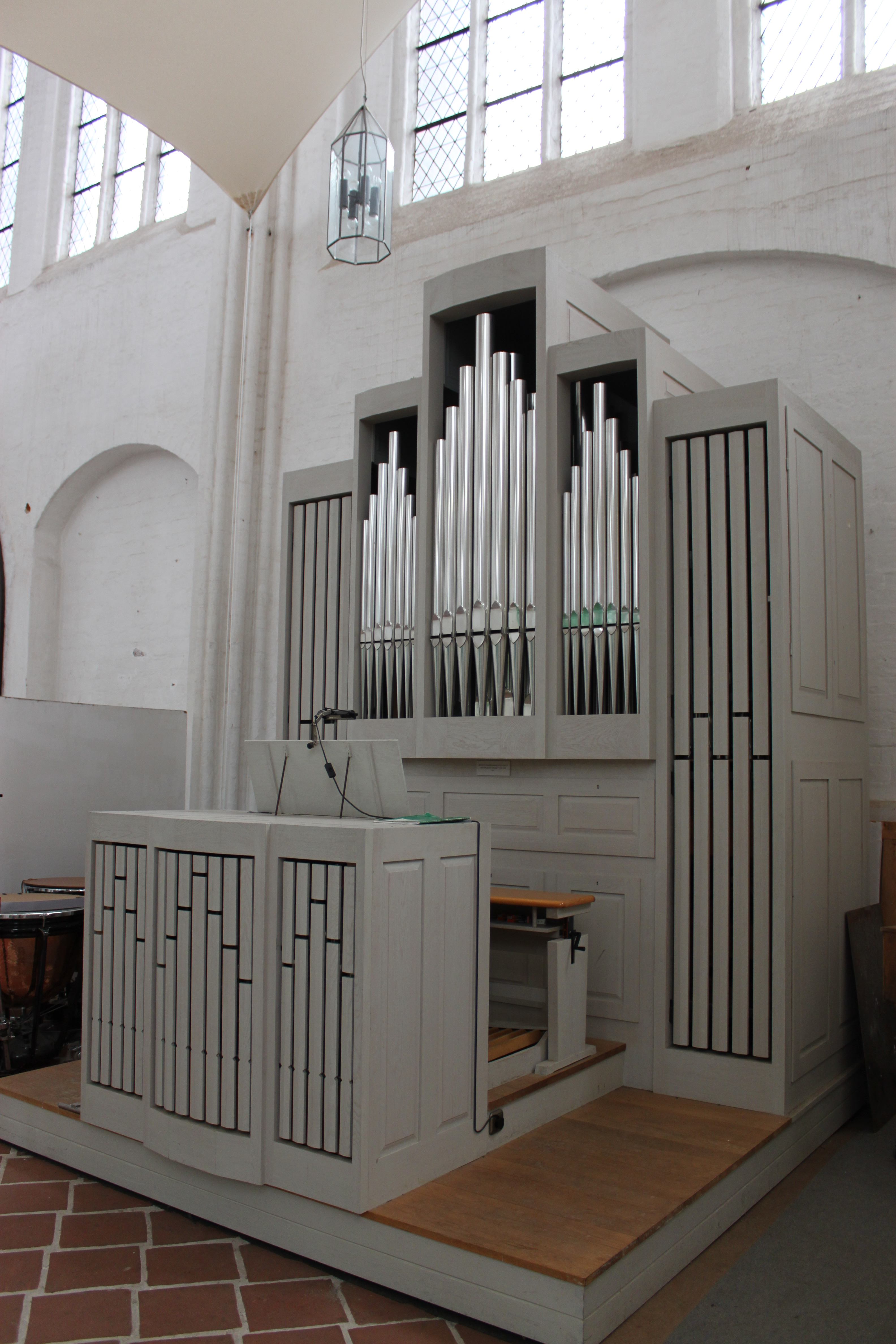
Het orgel uit 1992

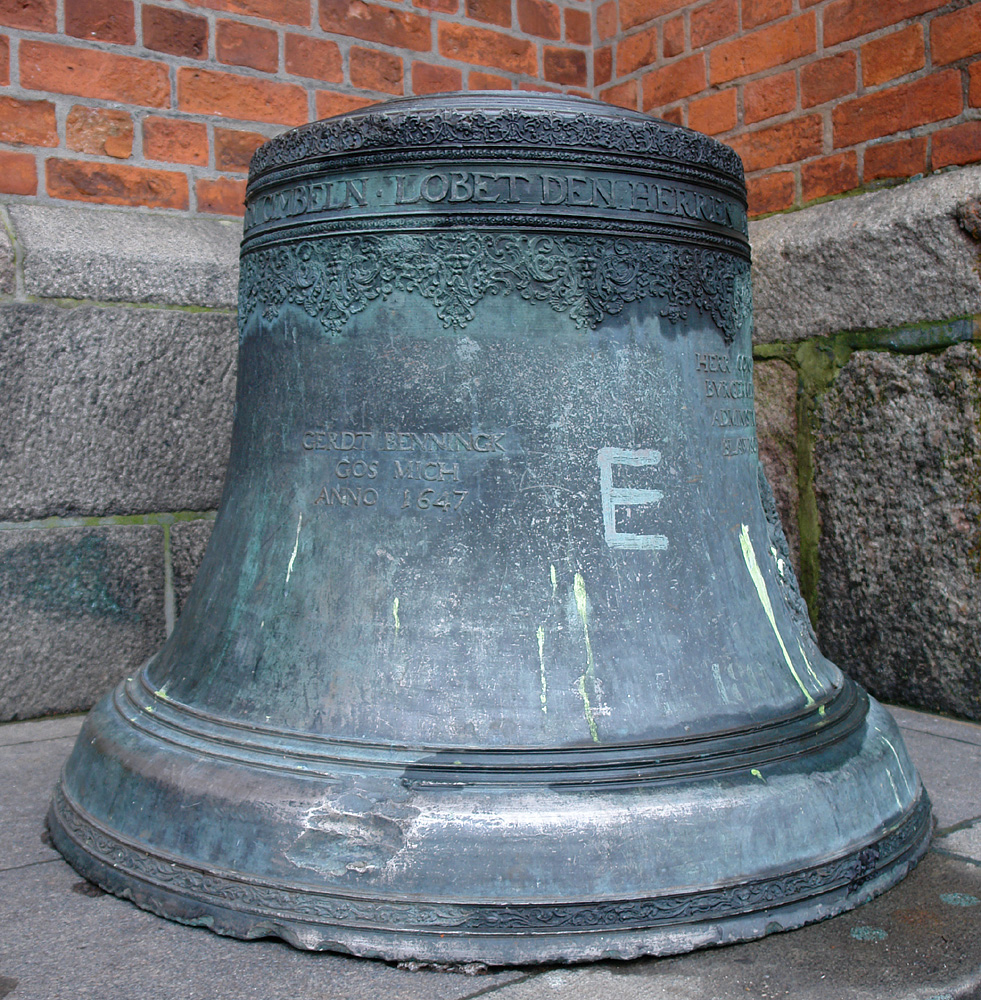
Klok

Tussen 1227 en 1250 volgde de bouw van een laat-romaanse, drieschepig kerkgebouw met vier traveeën en drie apsissen. Rond 1290 ontstond het drieschepige, gotische hallenkoor. In de 15e eeuw werd begonnen met de uitbouw van de kerk zoals we die tegenwoordig kennen: een gotische, vijfschepige hallenkerk van baksteen met vijf traveeën. In het oosten bevinden zich drie apsissen en in het westen staat een toren op een brede onderbouw.
Tijdens een luchtaanval op Lübeck op Palmzondag 1942 brandde de Petruskerk geheel uit. Het dak, de torenspits, de orgelkas en het rijke interieur gingen verloren.
Na de oorlog diende het provisorisch herstelde gebouw als lapidarium. Fragmenten van alle in de oorlog verwoeste kerken van Lübeck werden hier voor enige tijd opgeslagen. Het duurde tot 1987 vooraleer het uiterlijk van de Petruskerk weer volledig was hersteld. Van een reconstructie van de inrichting werd afgezien. In het koor hangt een kruis, een modern werk van Arnulf Rainer uit 1980.
Sinds 29 september 2004 is de Petruskerk officieel de universiteitskerk van de Universiteit van Lübeck.

## Orgel
De kerk kreeg in 1992 een nieuw orgel, dat gefinancierd werd door schenkingen. Het instrument bevindt zich in het noordelijk zijschip en werd door de orgelbouwer Hinrich Otto Paschen uit Kiel gebouwd. Het sleeplade-instrument bezit 19 registers op twee manualen en pedaal. De speel- en registertracturen zijn mechanisch.

## Toren
De toren heeft een hoogte van 108 meter en kan worden beklommen. Het uitzichtsplatform bevindt zich op een hoogte van 50 meter.

## Klokken
De beide voor het hoofdportaal opgestelde klokken horen oorspronkelijk thuis in Danziger kerken. In de Tweede Wereldoorlog werden de klokken ten behoeve van de wapenindustrie uit de kerken getakeld en naar het klokkenkerkhof te Hamburg overgebracht. De klokken ontsnapten echter aan de omsmelting en kwamen vervolgens in Lübeck terecht, juist omdat in Lübeck veel vluchtelingen uit Danzig een nieuw tehuis hadden gevonden.